# Oskar Kobyliński
Oskar Kobyliński (ur. 26 sierpnia 1856 w Trykacie, zm. 2 kwietnia 1926 w Rzymie) – polski lekarz, właściciel ziemski, podróżnik. 

## Życiorys
Jego ojciec Antoni Kobyliński (12/31 stycznia 1823–16 stycznia 1880) był szlachcicem, pochodził z Sandomierza; ukończył gimnazjum w Radomiu. Studiował medycynę i matematykę na Uniwersytecie w Dorpacie w latach 1845–50. Praktykował jako lekarz parafialny (Kirchspielsarzt) w Trikaten (dziś Trikāta). Posiadał majątek Kempen (dziś Ķempēni). Kośmiński wymienił go w Słowniku lekarzów polskich, podając że praktykował w Lubbenhofie (łot. Lube) i cytując cztery jego publikacje.
Oskar Kobyliński w 1877 ukończył gimnazjum w Parnawie, po czym studiował na Uniwersytecie w Dorpacie od 1877 do 1883. Należał (tak jak ojciec) do Konwentu Polonia, w 1883 został jego filistrem. Dużo podróżował, w latach 1878–1880 po północnej Europie, od 1882 do 1884 po środkowej, w 1887 przebywał w Azji. Był właścicielem majątku Kempen; miejscowa ludność ceniła go jako lekarza. W 1925 praktykował w Rydze. Grób rodziny Kobylińskiego znajduje się na cmentarzu w Ēvele.
Jako student opisał na łamach „Archiv für Anthropologie” przypadek pacjenta z kliniki Alfreda Vogela, z wadą anatomiczną szyi i infekcją płuc. Opis chorego, Leisara Eischikmanna, po blisko stu latach uznany został za pierwszy opis zespołu Noonan.